# 黃背梅鯛
黃背梅鯛（学名：Caesio xanthonotus），又稱黃背烏尾鮗，為輻鰭魚綱鱸形目烏尾鮗科的其中一個種。

## 分布
本魚分布於印度洋區，包括東非、葛摩、模里西斯、塞席爾群島、亞丁灣、馬爾地夫、斯里蘭卡、印度、安達曼群島、印尼蘇門答臘、爪哇島、泗水、峇里島、帝汶島等附近海域。

## 深度
水深0至50公尺。

## 特徵
本魚體背為藍色，腹為黃紅色。鱗片易於脫落。體軀呈長橢圓形，尾柄較細長，體略側扁。口小型，上下颌齒細小。側限近乎平直，通達尾柄末端。背鰭一枚，硬棘不甚堅硬。尾鰭身分叉。背鰭硬棘10枚、軟條14至15枚；臀鰭硬棘3枚、軟條11至12枚。體長可達40公分。

## 生態
本魚主要棲息在珊瑚礁的外緣，尤其由兩座珊瑚礁對峙而成的峽谷處，此地海流較湍急，附近的浮游生物都由此峽谷進出，故本魚可以逸待勞，取得食物。
属于暖水性中上层鱼类。该物种的模式产地在雅加达、爪哇。

## 經濟利用
為肉細美味的食用魚，適合紅燒或清蒸。